# 路氏雀鹛
路氏雀鹛（学名：Fulvetta ludlowi）又称路德雀鹛，鸦雀科褐鹛属的一种鸟类，曾被归入画眉科雀鹛属，是海拔迁徙的候鸟，分布于印度、缅甸、不丹、中国大陆和尼泊尔。该物种的保护状况被评为无危。
路氏雀鹛的平均体重约为10.5克。栖息地包括温带森林和温带疏灌丛。